# Saaldorf-Surheim
Saaldorf-Surheim település Németországban, azon belül Bajorországban. Lakosainak száma 5600 fő (2023. december 31.). Saaldorf-Surheim Freilassing, Ainring és Teisendorf községekkel határos.

## Népesség
A település népessége az elmúlt években az alábbi módon változott:
| Lakosok száma | 3309 | 1830 | 5260 | 5283 | 5360 | 5378 | 5491 | 5525 | 5577 | 5600 |
|               | 1970 | 1975 | 2011 | 2012 | 2014 | 2015 | 2017 | 2019 | 2022 | 2023 |